# Konrad Wojnarowski
Konrad Wojnarowski (ur. 19 września 1989 w Mławie) – polski prawnik i samorządowiec, doktor nauk prawnych, od 2024 podsekretarz stanu w Ministerstwie Funduszy i Polityki Regionalnej.

## Życiorys
Syn Bogusławy i Włodzimierza, samorządowca także związanego z PSL. Uzyskał licencjat ze stosunków międzynarodowych na Uniwersytecie Kardynała Stefana Wyszyńskiego (2011) i magisterium z prawa na Uczelni Łazarskiego (2014). Kształcił się na studiach typu MBA z zarządzania polityką energetyczną w Collegium Civitas (2023), ukończył także półroczny kurs języka i kultury koreańskiej. W 2023 doktoryzował się na Uniwersytecie Warszawskim na podstawie napisanej pod kierunkiem Huberta Izdebskiego pracy pt. Klasyfikacja NUTS i jej znaczenie dla prawa Unii Europejskiej i polskiego prawa krajowego. Autor publikacji naukowych z zakresu prawa samorządu terytorialnego i polityki regionalnej.
Pracował jako urzędnik państwowy i samorządowy w Urzędzie Marszałkowskim Województwa Mazowieckiego, Ministerstwie Rolnictwa i Rozwoju Wsi oraz Wojewódzkiej Stacji Pogotowia Ratunkowego i Transportu Sanitarnego w Warszawie. Wchodził w skład Mazowieckiej Rady Działalności Pożytku Publicznego oraz zespołu projektowego przy Komitecie Regionów. Został ambasadorem Europejskiego Paktu na rzecz Klimatu.
Zaangażował się w działalność polityczną w ramach Polskiego Stronnictwa Ludowego, został wiceprezesem partii w mazowieckiem i członkiem Rady Naczelnej PSL. W 2014 bez powodzenia kandydował do sejmiku mazowieckiego, wybrany do tego gremium w 2018, w 2023 został jego wiceprzewodniczącym. Bez powodzenia kandydował do Sejmu w 2019 i 2023. 12 stycznia 2024 został powołany na stanowisko podsekretarza stanu w Ministerstwie Funduszy i Polityki Regionalnej, w tym samym roku z powodzeniem ubiegał się o reelekcję w wyborach do sejmiku (utrzymując funkcję wiceprzewodniczącego).